# HMS Formidable (1898)
Pour les autres navires du même nom, voir HMS Formidable.
Le HMS Formidable est un cuirassé pré-Dreadnought de classe Formidable de la Royal Navy.

## Histoire
Au moment de son lancement, le cuirassé est très incomplet, il est lancé principalement pour dégager la cale afin que la construction du cuirassé London puisse commencer. Le Formidable est achevé en septembre 1901 et mis en service à Portsmouth le 10 octobre pour servir dans la Mediterranean Fleet. Le capitaine Alexander William Chisholm-Batten quitte le Resolution le 9 octobre, lui et son équipage vont dans le Formidable le lendemain. En septembre 1902, il visite la mer Égée avec d'autres navires de la station pour des manœuvres combinées près de Nauplie. L'année suivante, il escorte le yacht royal HMY Victoria and Albert dans le cadre d'un voyage d'Édouard VII. Il commence un carénage à Malte en 1904 qui dure jusqu'en avril 1905. En avril 1908, il est transféré dans la Channel Fleet.
Placé dans le chantier naval de Chatham le 17 août 1908, le Formidable entame un autre radoub et est remis en service le 20 avril 1909 pour servir dans la Home Fleet, dans le Nore. Le 29 mai, il est transféré vers l'Atlantic Fleet. En mai 1912, le Formidable est réduit à un équipage de base et transféré dans la 5th Battle Squadron, à nouveau dans le Nore, jusqu'au déclenchement de la Première Guerre mondiale en août 1914.
Au début de la guerre, la 5th Battle Squadron est basée à Portland et affectée à la Channel Fleet pour défendre la Manche. Après avoir couvert le transport en toute sécurité du Corps expéditionnaire britannique vers la France en août 1914, le Formidable participe au transport du bataillon de marine de Portsmouth à Ostende le 25 août. Le 14 novembre, le 5th Battle Squadron est basé à Sheerness en raison de la crainte d'une invasion allemande de la Grande-Bretagne. L'escadre est relevée par des cuirassés de classe Duncan du 6th Battle Squadron et transférée à Portland le 30 décembre.
Sous le commandement du vice-amiral commandant de la Channel Fleet, Lewis Bayly, le 5th Battle Squadron passe le 31 décembre à participer à des exercices d'artillerie au large de l'île de Portland, soutenu par les croiseurs légers Topaze et Diamond. L'escadre n'a aucune escorte de destroyers pour l'opération. Après les exercices, cette nuit-là, la flotte reste en mer en patrouille, même si une activité sous-marine avait été signalée dans la région. La visibilité cette nuit-là est bonne, même si la mer est suffisamment agitée pour rendre difficile la détection d'un sous-marin. Bayly ne soupçonne aucun danger de la part des sous-marins et fait avancer ses navires en ligne en avant à une vitesse de 10 nœuds (19 km/h). Le Formidable est le dernier cuirassé de la ligne, suivi seulement des deux croiseurs. Le sous-marin allemand U-24 est près de l'escadre alors qu'il s'exerçait tout l'après-midi, essayant de trouver une position d'attaque appropriée.
Vers 2 h 20 le 1er janvier 1915, l'U-24 envoie une torpille vers le Formidable, le frappant sur le côté tribord. Le commandant du Formidable, le capitaine Loxley, espère sauver le navire en le rapprochant du rivage ; les autres navires britanniques ignorent à ce moment-là ce qui s'est passé, mais après que le Formidable se soit désaligné, le Topaze augmente sa vitesse pour déterminer ce qu'il fait. Au moment où le Topaze atteint le Formidable vingt minutes plus tard, ce dernier navire avait déjà pris une gîte de 20 degrés à tribord, Loxley avait donné l'ordre d'abandonner le navire. Les hommes qui tentent de sauver le navire restent à bord et, par contre-inondation, réduisent la gîte, bien que le Formidable soit alors très bas dans l'eau.
Vers 3 h 5, l'U-24 lance une autre torpille vers le Formidable et le frappe à nouveau sur le côté tribord près de sa proue. Le Topaze, rejoint par le Diamond, commence le sauvetage, mais la mer agitée rend très difficile l'embarquement des hommes. Le Formidable reste à flot pendant encore une heure et quarante minutes, et à 4 h 45 commence à chavirer et à couler par la proue. Il reste à flot, avec sa poupe en l'air, pendant quelques minutes avant de couler. Loxley est vu pour la dernière fois sur le pont, supervisant calmement l'évacuation du navire. Le Diamond récupère trente-sept officiers et membres d'équipage de l'eau. Le chalutier de Brixham Provident récupère 73 membres de l'équipage du Formidable dans une chaloupe vers midi, une autre chaloupe arrive à Lyme Regis après 22 heures de mer, sauvant 47 autres hommes. Un total de 35 officiers et 512 hommes meurent dans le naufrage.
Une enquête de l'Amirauté sur le naufrage détermine que le risque de mener des exercices d'entraînement dans la Manche sans protection des destroyers était excessif et n'aurait pas dû avoir lieu. Bayly est relevé de son commandement pour ne pas avoir pris les précautions adéquates contre une attaque sous-marine.
Le Formidable est le deuxième navire de guerre britannique coulé par une action ennemi, le premier par un sous-marin.
Le site du naufrage est protégé par le Protection of Military Remains Act 1986 (en).